# Marcgravia nervosa
Marcgravia nervosa là một loài thực vật có hoa trong họ Marcgraviaceae. Loài này được Triana & Planch. mô tả khoa học đầu tiên năm 1862.